# Amiriden
Die Amiriden (arabisch بنو عامر, DMG Banū ʿĀmir oder العامريون, DMG al-ʿĀmiriyūn) waren eine arabische Dynastie in Andalusien (978–1085).
Der Aufstieg der Amiriden begann unter Almansor (Abi Amir al-Mansur), als dieser von 978 bis 1002 die Regierung im Kalifat von Córdoba ausübte und den herrschenden Umayyadenkalif Hischam II. von der Macht verdrängte. Seine erfolgreichen Feldzüge gegen die christlichen Königreiche, u. a. Barcelona (985) und Santiago de Compostela (997) führten das Kalifat zum höchsten Punkt seiner Macht. Allerdings wurde durch die starke Anwerbung von Berbern für das Heer und den sich daraus ergebenden Spannungen mit arabischen und slawischen Truppenteilen die Ursache für den Untergang des Kalifats gelegt.
Abd al-Malik (1002–1008) konnte die Macht seines Vaters als Kämmerer/Reichsverweser erfolgreich behaupten und die erfolgreichen Kriegszüge gegen die Christen fortsetzen. So wurde León 1004 erneut erobert und geplündert. Er wurde aber von seinem Bruder Abd ar-Rahman Sanchuelo (1008–1009) vergiftet. Dieser strebte nun das Amt des Kalifen an und zwang Hischam II., ihn als Nachfolger zu ernennen. Dies führte zu einem Volksaufstand in Córdoba und zur Absetzung von Hischam II. Als Sanchuelo im Kampf um die Herrschaft in Córdoba fiel, war der Einfluss der Amiriden in der Hauptstadt gebrochen.
Während der nun ausbrechenden Machtkämpfe im Kalifat von Córdoba und der Entstehung der Taifa-Königreiche sicherte sich Abd al-Aziz (1021–1061), der Sohn von Abd ar-Rahman Sanchuelo, in Valencia die Macht. Bereits zwischen 1065 und 1076 wurden die Amiriden unter Abd al-Malik (1061–1065) von den Dhun-Nuniden (Toledo) aus Valencia vertrieben. Zwar gelang unter Abu Bakr (1076–1085) die Rückeroberung der Stadt, doch wurden die Amiriden 1085 endgültig von den Dhun-Nuniden gestürzt.
Vasallen der Amiriden errichteten weitere Herrschaften in Almería (1012–1038), Tortosa (1038–1061) und den Balearen (1019–1114). Anfang des 11. Jahrhunderts hatte das Reich von Denia und Murcia (1019–1076) besondere Bedeutung, als es unter al-Mudschahid (1009–1045) die bedeutendste Flotte im westlichen Mittelmeer besaß und die Herrschaft über Sardinien und Korsika anstrebte. Allerdings wurde er 1015 und 1021 von der verbündeten Flotte Pisas und Genuas schwer geschlagen. Dies leitete den Aufstieg dieser italienischen Seestädte im westlichen Mittelmeer ein.